# 原子空間
《原子空間》是倪匡筆下科幻小說衛斯理系列之一，編號31，連載於1966年3月23日至7月11日的《明報》 。故事的背景，是白素從加爾各答完成任務回港。白素的一切經歷記錄在《天外金球》。《原子空間》故事主要講述時空轉移，屬典型的科幻小說題材。

## 故事大綱[2]

### 最怪異的航機失事
衛斯理在機場等待白素回來，但被告知白素所乘的客機墜毀在一個島上。衛斯理和警官一起參與調查，發現飛機失事的方法很奇怪，也發現一塊很重但很小的金屬塊。

### 自天降下兩個怪人
衛斯理一人留在島上調查時，兩個人從天而降，說出一些讓衛斯理摸不著頭腦的東西。

### 時光倒流一百年
二人表示來自2064年，但不知甚麼原因來到1964年。二人突然透過通訊儀收到領航員的訊息，高速飛天離去後，領航員革大鵬卻突然出現在衛斯理面前。

### 「百年後超人」
革大鵬身上的裝備使衛斯理的襲擊徒勞無功。革大鵬想藉俘虜機上人員開展征服地球的行動，但白素不屈服。革大鵬帶衛斯理上飛船，要求他說服白素。

### 主宰世界的夢
衛斯理和白素久別重逢，一起決定不效忠革大鵬。革大鵬用先進的儀器威脅二人，但二人反說服革大鵬放棄主宰世界的夢。飛船突然遇上宇宙神秘震盪，並失去控制。

### 迷失在太空中
飛船在外太空飛行，在數日後撞在一個發光的星體。革大鵬推測由於撞擊力太大，飛船陷進了固體因而傾側。

### 流落「異星」
眾人帶備適當裝備在星體探索，革大鵬指星體充滿對生物有害的輻射線。眾人在「冰層」下發現「電視機」和其特製的天線。

### 一座古墳
眾人在「冰層」深坑中發現一個死了地球人。眾人又在一個隆起物發現中國式的墳墓，而墳墓早在大清光緒二十四年築成。革大鵬推測眾人來到未來的地球。

### 復活的死人
眾人發現死去的地球人「活過來」。眾人與那人交談不果，白素更被那人帶走。眾人追趕，發現一個巨大，圓形的穹頂正下沉在冰層裏。冰層被飛艇發射的高頻率音波驅散，露出地下建築物。

### 大家全是地球人
那人透過傳譯機以英文與眾人溝通，並自稱是第七號天際軌道的探測站負責人－迪安。迪安告訴眾人2464年時，地球和太陽所發生的變異。

### 看到了太陽
迪安給予眾人動力系統，並移裝到飛船。衛斯理和白素在工程期間，駕駛飛艇時發現一個地下室，地下室一位人員生前記錄了太陽毀滅的一刻。數天後，眾人乘坐飛船到太空等待震盪。

### 永恒星上
眾人在宇宙看到了另一個星體。眾人剛降落時便「感到」有人向他們分別說話。原来永恒星人的身體經過多年進化，退化到只有腦電波。永恒星人也表示不知宇宙震盪的原因。

### 太空流浪者
眾人回到飛船，等待宇宙震盪時，衛斯理反覆推敲白素在故事《天外金球》的經歷。飛船先後遇上光帶和宇宙震盪，來到1964年的地球。衛斯理和白素回到地球時發現地球上的時間只過了四天。而其他人繼續太空流浪，尋找他們的時代，但衛斯理對他們的成果並不樂觀。

## 廣播劇
- 香港商業電台以粵語於1988年星期一至五，每日下午三時正首播《原子空間》廣播劇，合共15集。為商台衛斯理廣播劇系列第廿七個故事。
  - 監製：金貴
  - 改編：唐寧
  - 配音
    - 朱子聰 飾演 衛斯理
    - 錢佩卿 飾演 白素
    - 楊廣培 飾演 革大明（原著為革大鵬）
    - 吳忠泰 飾演 法拉齊
    - 甄錦華 飾演 格勒
    - 陳永信 飾演 廸安
    - 莫佩雯 飾演 永恆星人
    - 陳森 　飾演 朱守元
    - 葉佳 　飾演 遜里將軍
    - 金貴 　飾演 懷士叔叔
    - 何文光 飾演 中年人(機場辦事處負責人)/美國中央情報局工作人員
    - 朱雪梅 飾演 婦人(機場接機者)
    - 李錦 　飾演 機場接機者

## 資料來源
1. ↑  .   [2020-08-03]. （原始内容存档于2012-04-05）.
2. ↑  https://www.cp1897.com.hk/product_info.php?BookId=9789628993208

| 前任者： 030 換頭記 | 衛斯理系列（按編號） 031                              | 繼任者： 032 紅月亮 |
| 前任者： 奇玉       | 衛斯理系列（按連載時序） 1966年3月23日至1966年7月11日 | 繼任者： 天外金球   |